# Speichel-Amylase
Speichel-Amylase (auch α-Amylase 1, Ptyalin, Speicheldiastase) heißen drei Enzym-Isoformen, die vom Menschen im Speichel produziert werden. Es handelt sich um dasjenige Enzym in allen Lebewesen, das Speicher-Kohlenhydrate wie Stärke und Glykogen über die Trennung von 1,4-α-D-Glykosidbindungen in seine Bestandteile zu spalten vermag. Bei vielen Wirbeltieren, so auch beim Menschen, beginnt mit der Produktion des Enzyms im Speichel die Kohlenhydratverdauung.
Zwei weitere Isoformen werden von der Bauchspeicheldrüse (Pankreas) produziert, diese heißen Pankreas-Amylase.
Die für die Codierung der Isoformen zuständigen Gene haben die Namen AMY1A, AMY1B und AMY1C. Sie unterscheiden sich nur geringfügig voneinander. Nach neuesten Untersuchungen haben sich die Isoformen durch Kopie gebildet, und das erst vor kurzem. Es ist das erste Beispiel für genetische Anpassung an veränderte Lebens- und Ernährungsgewohnheiten beim Menschen.

## Katalysierte Reaktion
(n groß) + H2O

⇒  (n klein)

+  (n klein) + …
Stärke, auch als Poly-D-Glucose angesehen, wird von innen heraus zerkleinert, bis nur noch Maltose und Maltotriose vorhanden ist. In geringer Menge wird Maltotriose in Maltose und Glucose gespalten. Das Enzym ist außerdem in der Lage, mit 1-6-verzweigten Zuckerketten (Amylopectin) umzugehen; die zusätzlichen Endprodukte sind Limit-Dextrine. Die Stärkeverdauung durch Speichelamylase ist ein beliebtes Schulexperiment.

## Wechselwirkungen
Das im Mund gebildete Ptyalin dient zur Zerlegung der Stärke. Dieser Aufspaltungsvorgang kann durch bestimmte Lebensmittel, etwa durch Früchte, die Fruchtsäuren enthalten, oder zu schnell – ohne Einspeichelung – getrunkene Säfte stark behindert werden. Als Folge dieser unzureichenden Zerlegung der Stärke durch Inaktivierung des Ptyalins kann es zu Gärvorgängen der Stärke im Gastrointestinaltrakt und daraus resultierenden Beschwerden wie Blähungen (Flatulenz) kommen.